# 尾崎達洋
尾﨑 達洋（おざき たつひろ、1995年8月13日 - ）は、ジャパンラグビーリーグワン清水建設江東ブルーシャークスに所属するラグビー選手。

## プロフィール
- 神奈川県横浜市出身。
- ポジションはフルバック。
- 身長 185 cm、体重 88 kg
- ニックネームはたつ。
- ジュニア・ジャパンに選ばれたことがある。
- U20日本代表に選ばれたことがある[1]。

## 略歴
小学1年生からラグビーを始めた。
2014年、桐蔭学園高校卒業後、法政大学に入る。
2018年、法政大学卒業後、清水建設ブルーシャークス(現・清水建設江東ブルーシャークス)に加入。同年9月8日に行われたトップイーストリーグDiv.1第1節船岡自衛隊ワイルドボアーズ戦に先発出場で公式戦初出場を果たした。
2020年、清水建設ブルーシャークスの共同主将に就任。